# Sza (kana)
A hiragana さ, katakana サ, Hepburn-átírással: sa, magyaros átírással: sza japán kana. A hiragana a  左 kandzsiból származik, a katakana pedig a 散 kandzsiból. A godzsúonban (a kanák sorrendje, kb. „ábécérend”) a 11. helyen áll. A さ Unicode kódja U+3055, az サ kódja U+30B5. A dakutennel módosított alakok (hiragana ざ, katakana ザ) átírása za, kiejtése [za].
|            | Hepburn és magyaros | Hiragana (Unicode) | Katakana    |
| ---------- | ------------------- | ------------------ | ----------- |
| Alapalak   | sa sza              | さ (U+3055)        | サ (U+30B5) |
| Dakutennel | za                  | ざ (U+3056)        | ザ (U+30B6) |

## Vonássorrend
|  |  |
|  |  |